# Birkhäuser Verlag
Der Birkhäuser Verlag aus Basel ist ein Schweizer Wissenschafts- und Fachbuchverlag. Die Architektur- und Designtitel wurden im Jahr 2009 an den spanischen Verlag Actar veräussert. Nach dessen Insolvenz übernahm De Gruyter im Jahr 2012 die Birkhäuser Verlags GmbH mit Sitz in Basel und führt sie seither als Imprint Birkhäuser weiter.
Die bedeutenden Programme naturwissenschaftlicher Bücher und Zeitschriften (Mathematik, Wissenschaftsgeschichte, Bio- und Erdwissenschaften) verblieben bei Springer Basel AG (nunmehr Springer International Publishing), die für diese Titel das Imprint Birkhäuser Science nutzt.

## Geschichte
Emil Birkhäuser (1850–1930) stammte aus Thüringen; er kam als junger Schriftsetzer in die Schweiz und gründete im Jahr 1879 in Basel eine eigene kleine Druckerei, aus der sich kurz vor 1900 der Verlag entwickelte. Nachdem er 1884 in Basel eingebürgert worden war, wollte er als Dank an die Schweiz, die es ihm ermöglichte, erfolgreich zu arbeiten, ein „patriotisches Werk … von bleibendem Wert“ schaffen. Dies tat er, indem er die Bilder aus der Schweizergeschichte des Historienmalers Karl Jauslin druckte und verlegte.
Zu Beginn produzierte Birkhäuser hauptsächlich Regionalliteratur, in den 1920er Jahren kamen Fachzeitschriften, Monografien und Lehrbücher dazu. In den 1940er Jahren konnte das Wissenschaftsprogramm stark erweitert  werden, weil viele Autoren aus Deutschland aus politischen Gründen dort nicht mehr publizieren konnten, und erlangte bald weltweites Renommee. Es kamen später auch Publikationen zur Ingenieurwissenschaft dazu. Durch die Gründung von Auslandsniederlassungen, zu Beginn der 1950er Jahre für Deutschland in Stuttgart, 1989 dann in Cambridge/Massachusetts (U.S.A) sowie auch in Boston, wurde die Präsenz auf dem amerikanischen Markt erhöht, insbesondere durch Schwerpunktsetzung in den Bereichen Mathematik und theoretischer Physik.
Im Jahr 1985 wurde der Birkhäuser Verlag an den Springer-Verlag verkauft, die Druckerei ging an die Basler Zeitung Medien, die sie 1990 mit den Graphischen Betrieben Coop zur Birkhäuser + GBC AG zusammenschloss. 1995 übernahm Birkhäuser  das Architekturprogramm von Artemis – Verlag für Architektur und integrierte es in den Verlag.  2002 wurde die Designzeitschrift form übernommen.
Ende 2009 verkaufte Springer den Bereich Architektur und Design an den spanischen Architekturverlag Actar (Barcelona) (neuer Name: Gruppe ActarBirkhäuser). Seither führt Springer den Imprint Birkhäuser Science und ActarBirkhäuser den Imprint Birkhäuser. Über letzteren wurde am 6. März 2012 das Konkursverfahren eröffnet.  Am 24. April 2012 meldete der Berliner Verlag De Gruyter, dass er den Verlag Birkhäuser als Imprint übernimmt. Seitdem gehört er zur Unternehmensgruppe De Gruyter; der Sitz von Birkhäuser ist weiterhin in Basel.